# St. Anna (Kloster Wald)

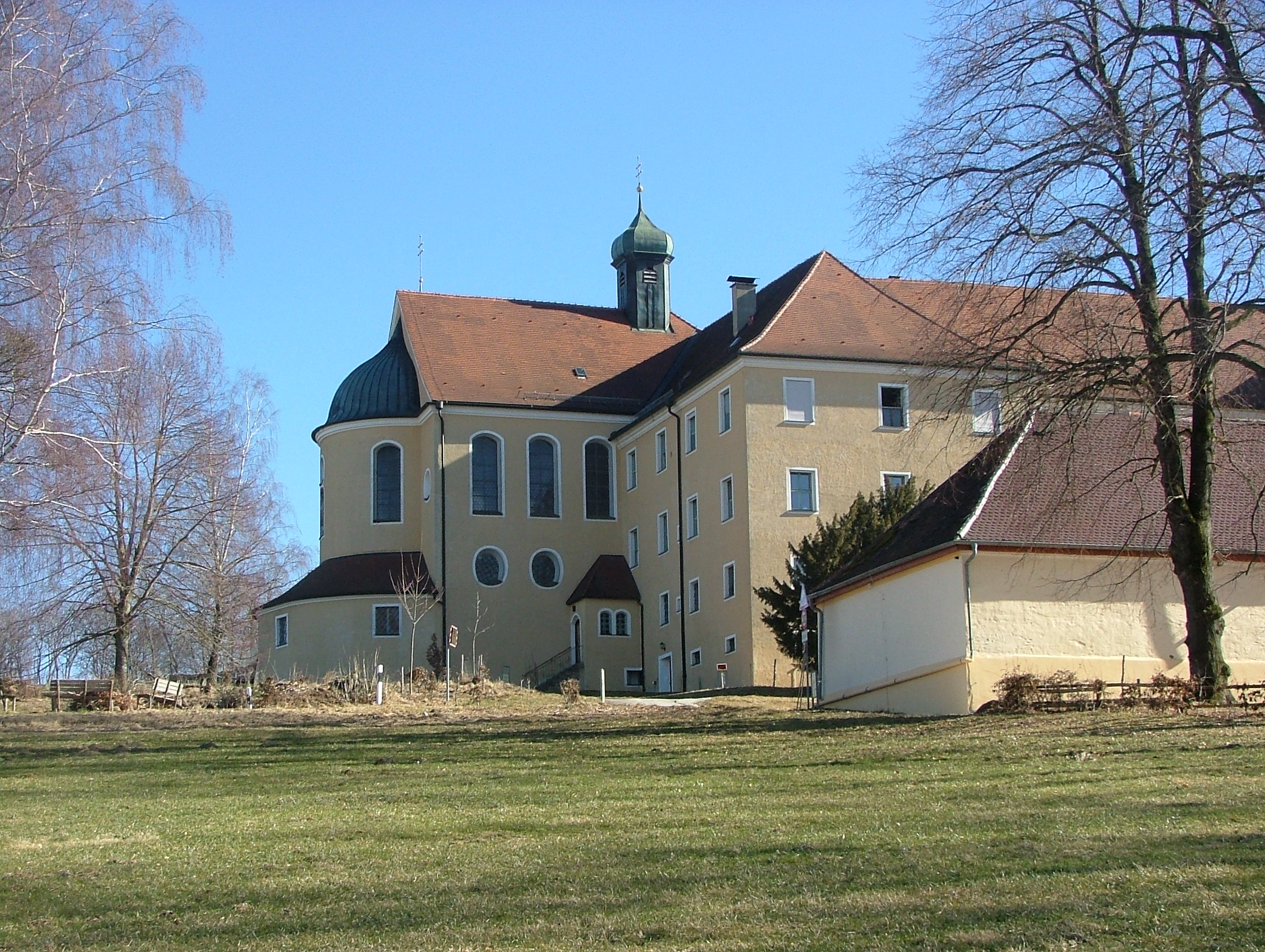
Klosterkirche St. Anna

Die römisch-katholische Klosterkirche St. Anna befindet sich in Kloster Wald, einem Ortsteil von Ottobeuren im Landkreis Unterallgäu in Bayern. Die Klosterkirche steht unter Denkmalschutz.

## Geschichte
Bereits im Jahr 1170 bestand unterhalb der heutigen Position eine Kapelle St. Marx im Walde. Diese Kapelle wurde 1594 abgebrochen und am Hang neu erbaut. 1681 wurde dann das Benediktinerinnenkloster St. Anna gestiftet. Der Klosterbau wurde 1685 nach den Plänen des P. Lambert Katan begonnen. Der bestehende Bau wurde jedoch nach Plänen des P. Christoph Vogt 1714 errichtet. Die Klosterkirche wurde 1729 eingeweiht. Das Benediktinerinnenkloster wies im Jahr 1800 Kriegsschäden auf und wurde 1805 im Zuge der Säkularisation aufgehoben. Die Kirche wurde im Jahr 1954 renoviert.

## Baubeschreibung
Die Klosterkirche befindet sich im Nordflügel der vierflügligen Anlage des Klosters. In der Mitte des Nordflügels ragt die Klosterkirche um drei Achsen hervor. Der Altarraum ist stark eingezogen und halbrund geschlossen. Um den Altarraum mit Stichkappengewölbe befindet sich der Sakristeiumgang. Dieser ist mit einem Pultdach gedeckt. Das Langhaus ist mit einem Satteldach gedeckt und besteht aus sechs Achsen mit Spiegelgewölbe. Eine zweigeschossige Empore befindet sich an der Südseite der Kirche.
Die Kirche enthält eine Reihe gefasster Holzfiguren. Aus der Mitte des 18. Jahrhunderts stammen die Figuren des hl. Maurus und des hl. Placidus. Im Nonnenchor befindet sich eine Ährenkleidmadonna aus der zweiten Hälfte des 18. Jahrhunderts. Um das Jahr 1500 wurde der ungefasste Kruzifixus geschaffen. Der Kreuzweg mit 15 Stationen stammt aus dem 18. Jahrhundert. Die 15. Kreuzwegstation befindet sich nicht in der Klosterkirche, sondern im Klostergang. Die Kanzel wurde um das Jahr 1800 gefertigt und wird mit der Figur des Evangelisten Markus bekrönt.

## Ausstattung
Der Altar ist ein marmorierter Holzaufbau und wurde im Jahr 1729 geschaffen. Dieser ist von Pilastern und diagonal gestellten Freisäulen flankiert. Auf dem Altar befinden sich die lebensgroßen Holzfiguren des hl. Benedikt und der Scholastika. Im geschweiften Auszug des Altars befindet sich das, von Engeln und Putten umgebene, Herz Jesu.